# Mahella
Mahella è un genere di batterio appartenente alla famiglia delle Thermoanaerobacteriaceae.